# Arquidiócesis de Guitega
La arquidiócesis de Guitega (en latín: Archidioecesis Kitegaënsis y en francés: Archidiocèse de Gitega) es una circunscripción eclesiástica de la Iglesia católica en Burundi. Se trata de una arquidiócesis latina, sede metropolitana de la provincia eclesiástica de Guitega. Desde el 19 de febrero de 2022 su arzobispo es Bonaventure Nahimana.

## Territorio y organización
La arquidiócesis tiene 3879 km² y extiende su jurisdicción sobre los fieles católicos de rito latino residentes en la provincia de Guitega, una gran porción de la provincia de Karuzi, y porciones menores de las provincia de Bururi, Muyinga, Mwaro y Rutana.
La sede de la arquidiócesis se encuentra en la ciudad de Guitega, en donde se halla la Catedral de Cristo Rey.
En 2021 en la arquidiócesis existían 53 parroquias.
La arquidiócesis tiene como sufragáneas a las diócesis de: Muyinga, Ngozi, Rutana y Ruyigi.

## Historia
El vicariato apostólico de Kivu, que tomó su nombre del lago Kivu, fue erigido el 12 de diciembre de 1912 con el breve Apostolatus munus del papa Pío X, obteniendo el territorio de los vicariatos apostólicos de Victoria-Nyanza Meridional (hoy arquidiócesis de Mwanza) y de Unianyembé (hoy arquidiócesis de Tabora). Incluía parte del África Oriental Alemana, correspondiente a los actuales estados de Ruanda y Burundi, pero al sur también se extendía hasta la actual Tanzania, hasta incluir los centros de Ujiji y Uvinza. La sede del vicario apostólico era la ciudad de Kabgayi en Ruanda.
En 1921 cambió su nombre por el de vicariato apostólico de Urundi y Kivu.
El 25 de abril de 1922, con el breve Exigit apostolicum del papa Pío XI, el vicariato apostólico se dividió en dos: el vicariato apostólico de Ruanda, de donde más tarde se originó la diócesis de Kabgayi, y el vicariato apostólico de Urundi, es decir, de Burundi.
El primer vicario apostólico de Urundi, Julien Gorju, estableció la sede del vicariato en Mugera, hoy en Tanzania, pero su sucesor Antoine Grauls trasladó la residencia a Guitega.
El 12 de julio de 1926 se revisaron los límites del sur del vicariato apostólico, que se hicieron coincidir con la frontera entre la colonia belga de Urundi y la colonia británica de Tanganica, mediante el decreto Supremi Apostolatus.
El 14 de julio de 1949 cedió una parte de su territorio para la erección del vicariato apostólico de Ngozi (hoy diócesis de Ngozi) mediante la bula Nimio patentes del papa Pío XII y al mismo tiempo, en virtud del decreto Cum de Vicariatus de la Congregación de Propaganda Fide, cambió su nombre de nuevo a vicariato apostólico de Kitega.
El 11 de junio de 1959 cedió otra porción de territorio para la erección del vicariato apostólico de Usumbura (hoy arquidiócesis de Buyumbura) mediante la bula Cum sacrum del papa Juan XXIII.
El 10 de noviembre de 1959, como consecuencia de la bula Cum parvulum del papa Juan XXIII, el vicariato apostólico fue elevado al rango de arquidiócesis metropolitana y asumió el nombre de arquidiócesis de Guitega.
El 6 de junio de 1961 cedió una porción de su territorio en para la erección de la diócesis de Bururi mediante la bula Candida Christi del papa Juan XXIII.
El 13 de abril de 1973 cedió otro porción de su territorio para la erección de la diócesis de Ruyigi mediante la bula Ex quo Christus del papa Pablo VI.
El 13 de diciembre de 1964 el obispo auxiliar electo Gabriel Gihimbare fue asesinado durante una cacería, en un accidente atribuible a un homicidio premeditado por motivos étnicos.
El 9 de septiembre de 1996 el arzobispo Joachim Ruhuna fue asesinado en una emboscada mientras viajaba.

## Estadísticas
Según el Anuario Pontificio 2022 la arquidiócesis tenía a fines de 2021 un total de 1 380 460 fieles bautizados.
| Año                                                                             | Población            | Población | Población      | Sacerdotes | Sacerdotes    | Sacerdotes    | Bautizados por sacerdote | Diáconos permanentes | Religiosos | Religiosos | Parroquias |
| Año                                                                             | Bautizados católicos | Total     | % de católicos | Total      | Clero secular | Clero regular | Bautizados por sacerdote | Diáconos permanentes | Varones    | Mujeres    | Parroquias |
| ------------------------------------------------------------------------------- | -------------------- | --------- | -------------- | ---------- | ------------- | ------------- | ------------------------ | -------------------- | ---------- | ---------- | ---------- |
| 1950                                                                            | 394 506              | 1 000 489 | 39.4           | 94         | 24            | 70            | 4196                     |                      | 24         | 122        | 19         |
| 1970                                                                            | 514 213              | 816 100   | 63.0           | 105        | 47            | 58            | 4897                     |                      | 103        | 154        | 165        |
| 1980                                                                            | 577 555              | 754 993   | 76.5           | 72         | 41            | 31            | 8021                     |                      | 76         | 162        | 112        |
| 1990                                                                            | 695 218              | 901 992   | 77.1           | 48         | 43            | 5             | 14 483                   |                      | 52         | 202        | 23         |
| 1999                                                                            | 789 498              | 1 008 216 | 78.3           | 67         | 57            | 10            | 11 783                   |                      | 64         | 246        | 25         |
| 2000                                                                            | 808 648              | 1 024 811 | 78.9           | 88         | 74            | 14            | 9189                     |                      | 60         | 241        | 25         |
| 2001                                                                            | 759 656              | 980 952   | 77.4           | 85         | 72            | 13            | 8937                     | 1                    | 56         | 340        | 27         |
| 2002                                                                            | 730 358              | 1 006 919 | 72.5           | 92         | 78            | 14            | 7938                     |                      | 61         | 247        | 28         |
| 2003                                                                            | 811 285              | 1 056 220 | 76.8           | 78         | 65            | 13            | 10 401                   |                      | 79         | 320        | 28         |
| 2004                                                                            | 835 536              | 1 098 713 | 76.0           | 94         | 81            | 13            | 8888                     |                      | 55         | 308        | 28         |
| 2006                                                                            | 878 313              | 1 130 959 | 77.7           | 107        | 94            | 13            | 8208                     |                      | 79         | 336        | 29         |
| 2013                                                                            | 1 093 939            | 1 353 723 | 80.8           | 148        | 126           | 22            | 7391                     |                      | 105        | 447        | 42         |
| 2016                                                                            | 1 211 000            | 1 463 000 | 82.8           | 166        | 139           | 27            | 7295                     |                      | 130        | 440        | 44         |
| 2019                                                                            | 1 321 539            | 1 617 490 | 81.7           | 177        | 151           | 26            | 7466                     |                      | 165        | 655        | 47         |
| 2021                                                                            | 1 380 460            | 1 690 480 | 81.7           | 199        | 162           | 37            | 6936                     |                      | 104        | 655        | 53         |
| Fuente: Catholic-Hierarchy, que a su vez toma los datos del Anuario Pontificio. |                      |           |                |            |               |               |                          |                      |            |            |            |

## Episcopologio
- Jean-Joseph Hirth, M.Afr. † (12 de diciembre de 1912-25 de octubre de 1920 renunció)
- Julien-Louis-Edouard-Marie Gorju, M.Afr. † (26 de abril de 1922-29 de mayo de 1936 renunció)
- Antoine-Hubert Grauls, M.Afr. † (23 de diciembre de 1936-16 de octubre de 1967 renunció[nota 1])
- André Makarakiza, M.Afr. † (5 de septiembre de 1968-6 de noviembre de 1982 renunció)
- Joachim Ruhuna † (6 de noviembre de 1982 por sucesión-9 de septiembre de 1996 falleció)
- Simon Ntamwana (24 de enero de 1997-19 de febrero de 2022 retirado)
- Bonaventure Nahimana, desde el 19 de febrero de 2022